# Ottavio Rizza
Ottavio Rizza (Caltanissetta, 9 aprile 1919 – Caltanissetta, 12 agosto 2012) è stato un politico italiano, sindaco di Caltanissetta dal 1956 al 1957.
Nato nel 1919, conseguì il diploma di perito minerario e fu funzionario del Distretto Minerario di Caltanissetta. Nel 1944 entrò a far parte, come assessore, della prima giunta del dopoguerra, sotto la sindacatura di Enrico Porrello. Dopo essere stato anche assessore provinciale e consigliere comunale, ricoprì la carica di sindaco di Caltanissetta dal 25 giugno 1956 al 5 aprile 1957. Tra il 1973 e il 1975 fu anche presidente dell'Istituto Autonomo Case Popolari di Caltanissetta.
Nel 1962, a seguito di un grave incidente nella miniera di salgemma Sacchitello Cardillo di Racalmuto, si distinse nelle operazioni di salvataggio dei lavoratori coinvolti, ricevendo in seguito un elogio dall'assessore regionale di allora, Mario Martinez. Morì nella sua città natale nel 2012, a 93 anni. Nel 2024 il comune di Caltanissetta gli ha intitolato una via.